# Methoxyfluran
Methoxyfluran ist ein chemischer Stoff in der Gruppe der Flurane. Er wurde als Penthrane von 1960 (durch J. F. Artusio) bis in die 1970er Jahre als Inhalationsanästhetikum verwendet.

## Eigenschaften
Methoxyfluran ist eine entzündliche, flüchtige, farblose Flüssigkeit, welche schwer löslich in Wasser ist.
Beim Abbau von Methoxyfluran im Körper fällt eine besonders hohe Konzentration von anorganischem Fluorid an, dem nierentoxische Wirkungen zugeschrieben werden. Es wird daher klinisch nicht mehr eingesetzt. In Australien ist es jedoch präklinisch für die kurzzeitige Schmerzlinderung bei traumatischen Verletzungen sehr verbreitet und wird auch durch nicht-ärztliches Personal eingesetzt. In Österreich ist es seit 2018 ebenfalls zugelassen. Die Applikation erfolgt über einen Inhalator, der aufgrund seines Aussehens als „grüne Pfeife“ (englisch Green Whistle) bezeichnet wird. Im Jahr 2018 ist Methoxyfluran in dieser Applikationsform und dem Namen Penthrox auch wieder im deutschsprachigen Raum zugelassen worden.
Mit einer minimalen alveolären Konzentration von 0,16 ist es sehr potent. Die sehr hohe Fettlöslichkeit bedingt ein sehr langsames An- und Abfluten, was in der Anästhesie von Nachteil ist.
Physikalische Daten:
- Metabolisierungsrate: 50 %
- Minimale alveoläre Konzentration: 0,16 % atm
- Blut-Gas-Verteilungskoeffizient: 12

## Sicherheitshinweise
Die Dämpfe von Methoxyfluran können mit Luft ein explosionsfähiges Gemisch (Flammpunkt 37 °C) bilden. Es ist ein Nephrotoxin, da es den Konzentrierungsmechanismus der Niere schädigt. Dafür verantwortlich ist das beim oxidativen Metabolismus entstehende Fluorid-Ion.